# Johan Christopher Frenckell (1757–1818)
Johan Christopher Frenckell, född 7 augusti 1757 i Åbo, död där 19 oktober 1818, var en finländsk boktryckare. Han var son till Johan Christopher Frenckell (1719–1779) och far till Johan Christopher Frenckell (1789–1844).
Frenckell blev 1778 filosofie magister och 1785 ensam ägare av akademiboktryckeriet i Åbo och utvidgade ansenligt dettas rörelse genom tryckning av bland annat särskilda tidningar, av det officiella trycket (efter 1809), av statskalendern och almanackan. Därjämte förenade han med tryckerirörelsen från 1792 Järvenoja pappersbruk och från 1789 en bokhandelsrörelse.